# Aldo de Jesus Muniz Leite
Aldo de Jesus Muniz Leite (Penalva, Maranhão, 23 de agosto de 1941 - São Luis, Maranhão, 5 de novembro de 2016) foi um ator, diretor de teatro, teatrólogo e dramaturgo maranhanse. 
É considerado um dos maiores nomes maranhenses do teatro no Brasil, ganhando os três melhores e mais altos prêmios que temos de teatro no país: o Prêmio Molière, o Troféu Mambembe e o Prêmio da Associação Paulista de Críticos de Arte todos como Melhor Diretor de Teatro.

## Biografia
Graduou-se em Teatro pela Escola de Comunicações e Arte da Universidade de São Paulo em 1976; na mesma instituição obtém o grau de Mestre em Teatro, no ano de 1989.  
Faz vestibular para o Curso de Jornalismo uma parceria da Secretaria de Educação do Estado e da USP, a UFMA ainda não tinha o curso na sua grade curricular. Os professores do curso vinham de São Paulo, entre eles, Miroel Silveira e Alberto Guzik, do Departamento de Teatro da Universidade de São Paulo, que logo após o curso vão assistir a montagem “O Tema Conta Zumbi”, de Gianfrancesco Guarnieri, ao final da apresentação o aconselham a mudar para a Escola de Comunicação e Artes e fazer o Curso de Bacharel em Teatro, em São Paulo.
Ainda frequentando o curso da Universidade de São Paulo em 1975, vem a São Luís sendo convidado por Reynaldo Faray para participar do elenco de "Quem Casa, quer Casa", de Martins Pena, e viajar pelo interior do estado apresentando o espetáculo para alunos do Mobral. Dessa experiência surge a ideia de escrever "Tempo de Espera", a partir das pesquisas realizadas com os alunos do Mobral e da realidade social das pessoas das cidades por onde o grupo passava. Com a conclusão do curso em São Paulo, volta para São Luís em 1977, sendo contratado pela UFMA para dirigir o Grupo Gangorra, desenvolvendo intensa atividade artístico-cultural com o grupo universitário e o Grupo Mutirão.

## Carreira
Sua vasta experiência teatral como ator, diretor e autor de numerosas peças teatrais o qualifica como uma das maiores expressões do fazer teatral no Maranhão, reconhecido e respeitado em todo o território nacional pelo trabalho desenvolvido ao longo dos anos. "Tempo de Espera", sua obra conhecida, além de receber os mais significativos prêmios nacionais dedicados às Artes Cênicas apresentou-se também, sob sua direção e com elenco maranhense, na Europa, especificamente, França, Holanda e Alemanha, constituindo-se em um sucesso de público e crítica.Em 2007, esteve em Coimbra, Portugal, a fim de participar da estreia de "Tempo de Espera" por um grupo teatral português.
Entre sua vasta produção literária destacam-se ainda, entre outras peças, "Aves de Arribação", "O Pleito", "O Castigo do Santo", "A Arca de Noé", "O Chá das Quintas" e "A Rainha da Zona", estas últimas premiadas no Concurso Literário Cidade de São Luís - Categoria Teatro, em 1999 e 2005. Durante a adolescência, em São Luís do Maranhão, conhece Mary e Ubiratan Teixeira, entrando para o grupo teatral do Mestre Bira e participando da montagem de "Simbita e o Dragão". de Lúcia Benedetti, no Teatro Arthur Azevedo.
Nos anos 60, conhece Reynaldo Faray que o convida para participar do elenco de "Branca de Neve e os Sete Anões", então produzido pelo Clube das Mães. A partir daí participa ativamente do Grupo Tema (Teatro Experimental do Maranhão), trabalhando como ator em espetáculos infantis, infanto-juvenis e adultos.

## Obras
Diretor
- Tempo de Espera, de Aldo Leite (Grupo Mutirão) - 1975

- Em Moeda Corrente do País, de Abílio Pereira de Almeida (Grupo Gangorra) - 1977

- Pedreiras das Almas, de Jorge Andrade (Grupo Gangorra) - 1978

- Aluga-se uma Barriga. de Jurandir Pereira (Grupo Gangorra) - 1979

- ABC da Cultura Maranhense, de Aldo Leite (Grupo Gangorra) - 1979

- Os Saltimbancos, de Chico Buarque (Grupo Mutirão e Grupo Gangorra) - 1979

- Os Perseguidos, de João Mohana (Grupo Mutirão e Grupo Gangorra) - 1980

- O Gato Errado, de Fernando Strático (Grupo Gangorra) - 1980

- Aves de Arribação, de Aldo Leite (Grupo Mutirão e Grupo Gangorra) - 1981

- A Casa de Bernarda Alba, de Federico Garcia Lorca (Grupo Mutirão e Grupo Gangorra) - 1986

- Cenas de um Casamento, vários autores (Grupo Gangorra) - 1987

- O Tribunal dos Divórcios, de Cervantes (Grupo Gangorra) - 1987

- O Defunto, de René Obaldia (Grupo Gangorra) - 1987

- Um Raio de Luar, de Aldo Leite (Grupo Gangorra) - 1999

- A Consulta, de Artur Azevedo - 2009

Atuação
- Branca de Neve e os Sete Anões
- Iaiá Boneca
- Socayte em Baby-dool, de Henrique Pongetti (Grupo Tema)
- O Beijo no Asfalto, de Nelson Rodrigues (Grupo Tema)
- A Revolução do Beatos, de Dias Gomes (Grupo Tema)
- Tema Conta Zumbi, de Gianfrancesco Guarnieri (Grupo Tema)
- Zoo Story, de Edward Albee, direção de Facury Heluy (Grupo Tema)
- Em Tempo do Amor ao Próximo, de Artur Azevedo (Grupo Tema)
- A Via Sacra, de Henri Ghéon (Grupo Tema)
- Os Mistérios do Sexo, de Coelho Neto (Grupo Tema)
- Quem Casa quer Casa, de Martins Pena (Grupo Tema)
- Por Causa de Inês, de João Mohana (Grupo Tema)
- A Casa de Orates, de Artur Azevedo (Grupo Tema)
- A Consulta, de Artur Azevedo (Grupo Tema)
- Cazumbá, de Américo Azevedo Neto (Grupo Cazumbá)
- Simbita e o Dragão, de Lúcia Benedetti, direção de Ubiratan Teixeira
- O Médico à Força, de Molière, direção de Ubiratan Teixeira
- O Processo de Jesus, de Diego Fabri, direção de Ubiratan Teixeira
- O Mártir do Calvário, de Eduardo Cucena (Cia. Cecílio Sá)
- Maria Arcângela, de Aldo Leite (Grupo Tema)
- O Cavaleiro do Destino, de Tácito Borralho e Josias Sobrinho, direção de Tácito Borralho (Coteatro)
- Marat Sade, de Peter Schaffer, direção de Marcelo Flexa (Coteatro)
- El Rey Dom Sebastião, texto e direção de Tácito Borralho (Coteatro)
- A Viagem, de Carlos Queiroz Teles, direção de Celso Nunes
- Morte e Vida Severina, de João Cabral de Melo Neto
- Lúcia Elétrica de Oliveira, texto e direção de Cláudia de Castro

Cinema
- A Faca e o Rio, de Nelson Pereira dos Santos
- Carlota Joaquina, de Carla Camurati[4]

## Referência
1. ↑  Guará, Portal (5 de novembro de 2016). «Morre aos 75 anos, o teatrólogo maranhense Aldo Leite». Portal Guará. Consultado em 10 de junho de 2025. Cópia arquivada em 12 de julho de 2025
2. 1 2  Alternativo, Arlete Nogueira da Cruz/ Especial para o (12 de novembro de 2016). «Aldo Leite e o Teatro Maranhense - O EstadoMA». Imirante. Consultado em 10 de junho de 2025. Cópia arquivada em 12 de julho de 2025
3. ↑  Estado, Jock Dean/Da equipe de O. (7 de novembro de 2016). «Morte de Aldo Leite abala a classe artística de São Luís - O EstadoMA». Imirante. Consultado em 10 de junho de 2025. Cópia arquivada em 12 de julho de 2025
4. 1 2  «OBITUÁRIO: Aldo de Jesus Muniz Leite, do Departamento de Artes». portais.ufma.br. Consultado em 10 de junho de 2025. Cópia arquivada em 8 de novembro de 2016
5. 1 2 3  Martins, Giberto dos Santos (2022). «TEMPO DE ESPERA: FORTUNA CRÍTICA DA PEÇA DE ALDO LEITE» (PDF). Instituto de Ciências da Arte da Universidade Federal do Pará. Tempo de Espera: Fortuna Crítica da peça de Aldo Leite. Consultado em 10 junho 2025